# 2021年耶路撒冷舊城區槍擊案
2021年11月21日，耶路撒冷舊城區發生槍擊案。来自东耶路撒冷的42岁巴勒斯坦人法迪·阿布·什赫德姆（Fadi Abu Shkhaydem），在阿克薩清真寺其中一個入口鎖鏈門附近，手持土製衝鋒槍向平民開火，杀死了一位通過阿利亞運動移居以色列的26岁南非猶太人，並且槍伤了另外四人（包括一位拉比），當地警員到場將槍手擊斃，並且形容事件是恐怖襲擊。
枪击事件发生后，圣殿山立即对游客关闭。当天晚些的时候，哈马斯证实袭击者是他们组织的成员，并称赞这次袭击是「英勇的行动」。枪手是耶路撒冷Shuafat区的一名高中教师。事發後的第二天，他的妻子在艾伦比桥被捕。
次日，法国和美国国务院均谴责這起枪击案。歐洲議會議員迪米特·贊切夫（Dimiter Tzantchev）也谴责这次袭击是「毫无意义的」。
这是耶路撒冷旧城四天内发生的第二次袭击。